# Buntgras-orde
De buntgras-orde (Corynephoretalia canescentis) is een orde uit de klasse van droge graslanden op zandgrond (Koelerio-Corynephoretea). De orde omvat plantengemeenschappen typisch voor kalkarme, oligotrofe zandbodems.

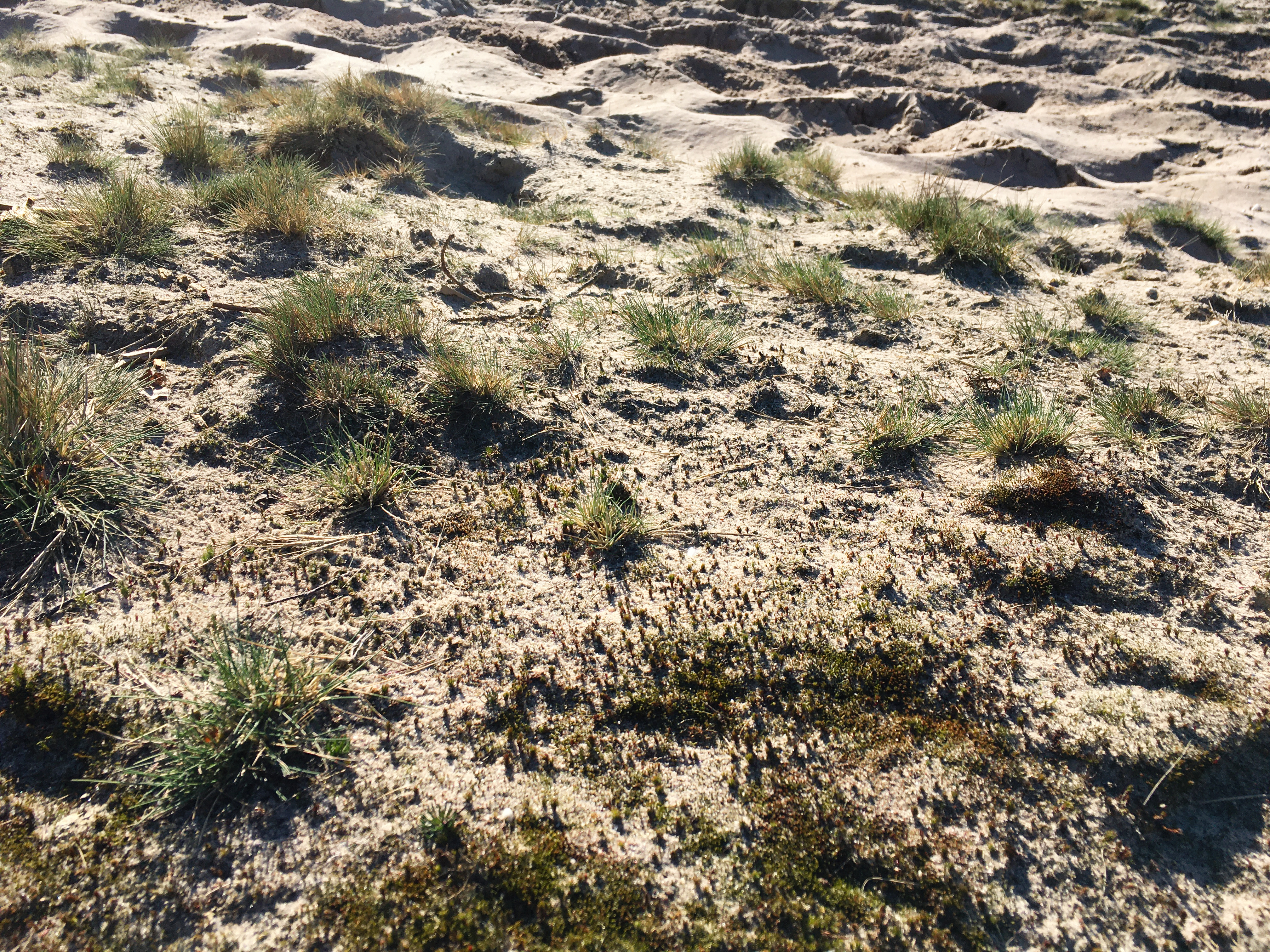
Vegetatie uit het buntgras-verbond

## Naamgeving en codering
- Syntaxoncode voor Nederland (rVvN): r14A
- BWK-karteringscode: ha

De wetenschappelijke naam Corynephoretalia canescentis is afgeleid van de botanische naam van buntgras (Corynephorus canescens), een belangrijke soort van deze orde.

## Kenmerken
Voor de kenmerken van deze orde, zie de klasse van droge graslanden op zandgrond.

## Onderliggende syntaxa in Nederland en Vlaanderen
De buntgras-orde wordt in Nederland en Vlaanderen vertegenwoordigd door maar één verbond met alhier twee onderliggende associaties.
- - buntgras-verbond (Corynephorion)
    - associatie van buntgras en heidespurrie (Spergulo-Corynephoretum)
    - duin-buntgras-associatie (Violo-Corynephoretum)

## Diagnostische taxa voor Nederland en Vlaanderen
De buntgras-orde heeft voor Nederland en Vlaanderen geen specifieke kensoorten.

## Fotogalerij

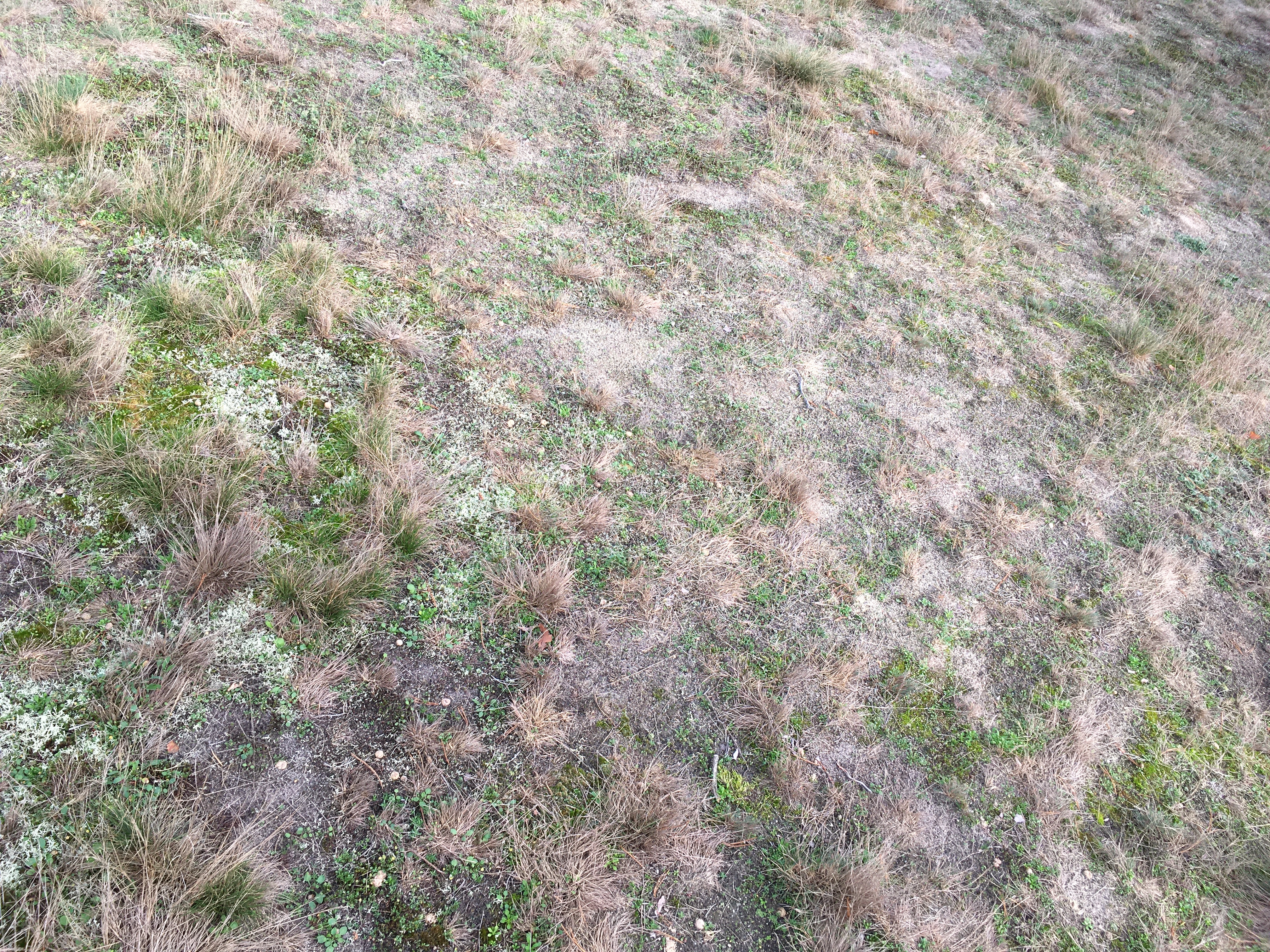
Herfstaspect van de associatie van buntgras en heidespurrie